# Eiao-Fleckenmonarch
Der Eiao-Fleckenmonarch (Pomarea fluxa) ist eine ausgestorbene Vogelart aus der Familie der Monarchen. Er war endemisch auf der Insel Eiao in den Marquesas. Bis 2004 galt er als Unterart des Iphis-Fliegenschnäppers (Pomarea iphis).

## Beschreibung
Der Eiao-Fleckenmonarch erreichte eine Länge von 170 Millimetern, die Flügellänge betrug 79 bis 86 Millimeter, die Schwanzlänge 69 bis 77 Millimeter, der Schnabelfirst maß 14,5 bis 16 Millimeter, die Schnabellänge ab der Nasenöffnung 10 bis 10,8 Millimeter, und der Lauf war 26 bis 27 Millimeter lang. Beim erwachsenen Männchen waren der Kopf, der Nacken, die Brust sowie die Ober- und Unterschwanzdecken schwarz mit einem leichten Schillern. Die Flügel, einschließlich der Federkiele und Flügeldecken waren rußschwarz. Die mittleren Steuerfedern waren rußschwarz und etwas glänzend. Der Rücken, die Schultern, der Bürzel, die Brust, der Bauch und die Flanken waren schwarz und weiß gesprenkelt. Die Iris war braun. Der Schnabel war schwarz und an der Unterkieferbasis bläulich. Die Füße und Beine waren schwarz. Beim erwachsenen Weibchen waren der Oberkopf und der Nacken olivbraun mit einigen versprenkelten Federn auf der Stirn, dem Scheitel und um das Auge herum. Die Schultern, der Bürzel und die Oberschwanzdecken waren zimtbraun. Die Flügel waren olivbraun mit weißen Spitzen. Der Rücken war hell zimtbraun. Die Brust und die Kehle waren stark gesprenkelt.

## Lebensraum
Die Art bewohnte Buschland sowie subtropische und tropische Trocken- und Feuchtwälder im Flachland der Insel Eiao.

## Aussterben
Viel vom ursprünglichen Flachlandtrockenwald auf Eiao ist durch Überweidung zerstört worden. Eingeführte Katzen und Ratten stellten den Monarchen nach. Durch die Einbürgerung des Braunbrust-Schilffinken (Munia castaneothorax) wurden zudem Vogelkrankheiten auf Eiao eingeschleppt. 1977 wurde der Eiao-Fleckenmonarch zum letzten Mal nachgewiesen.